# Vulcão de lama

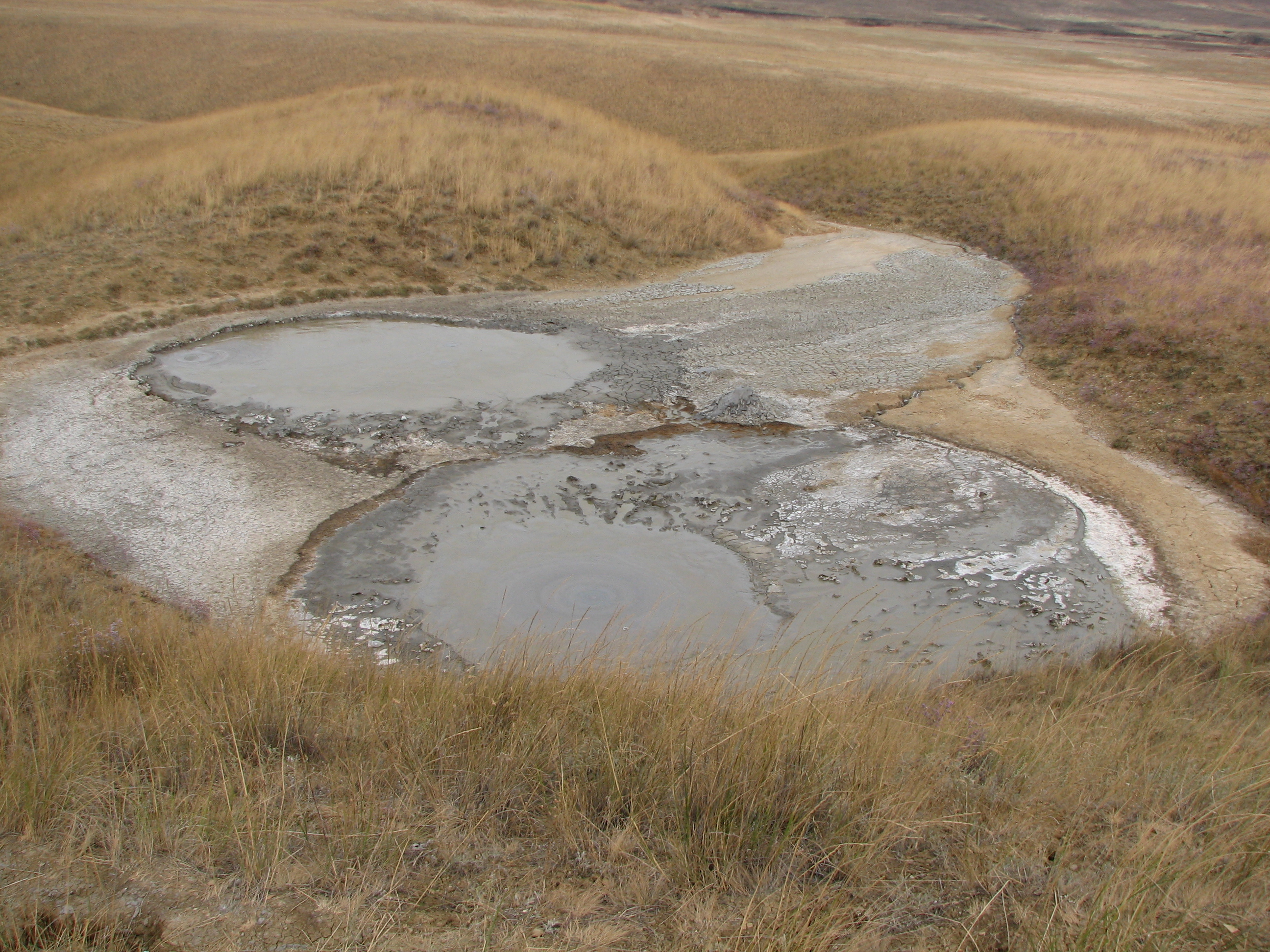
Um vulcão de lama na península de Taman.

O vulcão de lama é uma estrutura cônica de lama argilosa depositada junto a um orifício de escape de metano, gases não combustíveis, vapor de água e lama com água salgada, geralmente em região sísmica. Eventualmente os vulcões de lama podem emitir nitrogênio e hélio. As rochas e magma em profundidade sofrem alterações hidrotermais por soluções geralmente muito ácidas em estado supercrítico destas regiões vulcânicas, produzindo-se minerais argilosos incorporados à água fortemente aquecida como uma lama que é forçada a sair por condutos devido às fortes pressões de gases, principalmente o metano. Dependendo da pressão, a lama pode simplesmente escoar ou ser ejetada junto com água fervente ou mesmo fria, depositando-se em torno da abertura. A água desses vulcões é rica em sais de cloro, bromo e iodo, podendo também trazer hidrocarbonetos na forma de betumes ou asfalto.
O termo vulcão de lama ou domo de lama é usado para se referir às estruturas vulcânicas criadas pela ejeção de gases, líquidos e lama, geralmente em áreas mais frias; portanto, não são magmáticos. Os vulcões de lama possuem tamanhos que vão de alguns centímetros de altura até 700 metros e diâmetros de até 10 km. O maior vulcão de lama do mundo é o Lusi, localizado na Indonésia.
Cerca de 86% dos gases emitidos é metano, e em menor quantidade o gás carbônico, nitrogênio e hélio. Outros fluidos são água salgada, por vezes bromo-iódica, lama e hidrocarbonetos (petróleo).
Os vulcões de lama podem estar ligados, em grandes profundidades, com sistemas hidrotermais nos quais a água ocorre em estado supercrítico. Nessa condição as moléculas de água perdem o caráter polar e podem carrear sais. Hidrocarbonetos gasosos como metano, hélio e também hidrocarbonetos líquidos como petróleo podem migrar para as regiões com vulcões de lama.

## Detalhes
Um vulcão de lama pode ser resultado de uma estrutura perfurante criada por um diapiro de lama pressurizado que atinge a superfície da terra ou o fundo dos oceanos. As temperaturas podem ser tão baixas a ponto de congelar os materiais ejetados, particularmente quando as emanações estão relacionadas com depósitos de hidratos de gás, que são compostos por associação de metano e água congelados.
Vulcões de lama são frequentemente associados com depósitos de petróleo em zonas tectônicas de subducção de placas litosféricas e cadeias de montanhas onde falhas profundas estão conectadas com o manto. Hidrocarbonetos gasosos e eventualmente líquidos (petróleo) são frequentemente emitidos. Os vulcões de lama também estão de certo modo associados com vulcões de lava, porém raramente juntos, pois nos vulcões de lava há na maior parte emissão de gases não combustíveis como o dióxido de carbono, que pode ser oriundo da oxidação de metano.
No Azerbaijão erupções são conduzidas a partir de reservatórios de lama profundos, os quais são conectados com a superfície durante os períodos de dormência. Exsudações têm temperaturas de até 2–3 °C acima da temperatura ambiente.
Aproximadamente 1 100 foram  identificados sobre a terra ou águas rasas. Estima-se que mais que 10 000 possam existir sobre a plataforma continental, talude e planícies abissais.
Vulcões de lama estão frequentemente associados com áreas de incidência de terremotos. Muitos cientistas recomendam que sejam monitoradas as emissões de gases e atividades nos vulcões de lama, pois podem servir como indicadores de iminência de fortes terremotos e assim permitir alertar órgãos de defesa civil para que vidas sejam salvas.

### Características
- Grifo: cone com lados íngremes com menos de 3 metros, que extruda lama;
- Cone de lama: cone mais alto, mas menor que 10 metros, que extruda lama e fragmentos de rocha;
- Escória cone: cone formado pelo aquecimento de depósitos de lama durante incêndios;
- Salse: emissão de água salgada e gases combustíveis, principalmente metano;
- Fontes: dominante emissão de água, menores que 0,5 metro;
- Escudo de lama.

### Emissões
A maior parte dos líquidos e materiais sólidos é liberada durante as erupções, mas várias exsudações ocorrem durante os períodos de quiescência.
Estimativas iniciais de emissões relacionadas com vulcões de lama foram recentemente realizadas.
- 2002: L.I. Dimitrov estimou que 10,2–12,6 teragramas/ano de metano são liberadas por vulcões de lama em terra e águas rasas.
- 2002: Etiope e Klusman em 2002 estimaram que pelo menos 1–2 e até 10–20 Tg/ano de metano podem ser emitidas por vulcões de lama em terra.
- 2003: Etiope, numa estimativa baseada em 120 vulcões de lama: "A emissão é conservativamente estimada entre 5 a 9 Tg/ano, que é 3–6% das fontes naturais de metano oficialmente consideradas no inventário da atmosfera. A fonte total geológica, incluindo os vulcões de lama desse trabalho, exsudações do assoalho oceânico (Kvenvolden et al., 2001), microexsudações em áreas produtoras de hidrocarbonetos e fontes geotermais (Etiope e Klusman, 2002), representaria uma quantidade de 35–45 Tg/ano."[2]
- 2003: Análises por Milkov et al sugerem que o fluxo global de gás pode ser de até 33 Tg/ano (15,9 Tg/ano durante períodos quiescentes mais 17,1 Tg/ano durante erupções). Seis teragramas por ano de gases de efeito estufa se originam a partir de vulcões de lama em terra ou águas rasas. Fontes em águas profundas podem emitir 27 Tg/ano.[3] Este total pode ser 9% do metano fóssil liberado para o inventário da atmosfera moderna, ou 12% no inventário pré-industrial.
- 2003: Alexei Milkov estimou que aproximadamente 30,5 Tg/ano de gases (principalmente metano e CO2) podem escapar através de vulcões de lama para a atmosfera e oceanos.[4]
- 2003: Achim J. Kopf estimou que 1,97 × 1011 a 1,23 × 1014 m³ de metano são emitidos pelos vulcões de lama anualmente, dos quais 4,66 × 107 a 3,28 × 1011 m³ a partir dos vulcões de superfície.[5] Isto corresponde a 141–88.000 Tg/ano de todos os vulcões de lama, dos quais 0,033–235 Tg são através dos vulcões da superfície terrestre.

## Localização

### Europa e Ásia
Vulcões de lama são poucos na Europa, mas dezenas podem ser encontrados na zona do estreito de Kerch (na península de Kerch, no sudeste da Ucrânia e na península de Taman, na Rússia). Na Itália são mais comuns no lado norte dos Apeninos e na Sicília e recebem denominações locais de (salse, barboj, vulcanetti di fango, vulcanello, etc). Um outro local relativamente acessível é em Berca, Romênia, onde ocorrem próximo às montanhas dos Cárpatos.
Muitos vulcões de lama existem no litoral dos mares Cáspio e Negro. Falhas geológicas profundas e amplos depósitos sedimentares criaram diversos campos de vulcões de lama, muitos dos quais emitem metano e outros hidrocarbonetos. Exemplares de até 200 m de altitude ocorrem no Azerbaijão, produzindo espetaculares erupções com labaredas de fogo. Irã e Paquistão também possuem vulcões de lama na região montanhosa de Makran, ao sul desses dois países.
A República Popular da China tem vulcões de lama na província de Xinjiang. Há também vulcões de lama na Costa Arakan em Myanmar. Em Taiwan há dois vulcões de lama ativos e diversos outros inativos. Junto à ilha de Baratang, parte do arquipélago de Andamao e Nicobar (Índia), o Oceano Índico tem diversos vulcões de lama em atividade.

### América do Norte e Sul
Vulcões de lama da América do Norte incluem:
- Os vulcões de lama Shrub e Klawasi na bacia de Copper River, nas Wrangell Mountains, Alaska, EUA. Emissões são mais frequentes de CO2 e nitrogênio; os vulcões estão associados com processos magmáticos.
- Um vulcão de lama de 30 metros de altura ocorre a cerca de 24 km de Redondo Beach, Califórnia e outro de 800 m, sob a superfície do Oceano Pacífico.
- Um campo de pequenos vulcões de lama também ocorre em Salton Sea, numa área geotermal, próximo à cidade de Niland, Califórnia. Emissões são na maior parte de CO2.
- O vulcão de lama Smooth Ridge está sob 1 000 metros de lâmina d'água no canhão de Monterey, California.
- O vulcão de lama Kaglulik encontra-se 43 m sob a superfície do Mar Beaufort Sea, próximo ao limite norte do Alaska com o Canadá. Crê-se que existam depósitos de petróleo nessa área.
- Há muitos vulcões de lama em Trinidad e Tobago, no Caribe, próximos a reservas de petróleo na parte sul da Ilha de Trinidad. Eles incluem:
  - Devils Woodyard - próximo a Hindustan;
  - Moruga Bouffe - próximo a Moruga;
  - Piparo
  - Chatham: vulcão de lama submerso no Columbus Channel; este vulcão de lama periodicamente produz ilhas efêmeras.

Os vulcões de lama da América do Sul incluem:
- Venezuela: a parte oriental da Venezuela contém diversos vulcões de lama e estão relacionados com depósitos de petróleo;
- Colômbia: vulcão de lodo (vulcão de lama) El Totumo . Este vulcão de lama tem aproximadamente 15 metros de altura, próximo a Cartagena, e pode acomodar 10 a 15 pessoas na cratera. Muitos turistas visitam o local na procura dos benefícios medicinais do banho de lama.

#### Vulcões de lama do Parque de Yellowstone, EUA
O Parque de Yellowstone possui pequenos vulcões de lama, fontes quentes, fumarolas, pois é um campo geotermal ativo e com uma câmara magmática próxima à superfície e os gases ativos são vapores, dióxido de carbono e sulfeto de hidrogênio.

### Azerbaijão
Estima-se que 300 dos 700 vulcões de lama do planeta situem-se no leste do Azerbaijão e Mar Cáspio
Muitos geólogos e também turistas visitam esse local Firuz Crater, Gobustan, Salyan. Muitos se cobrem com a lama pensando ser de natureza medicinal.
Em 2001 um vulcão de lama a 15 km do Baku soprou chamas de 15 metros de altura.

### Outras partes do mundo
A ilha de Baratang, parte do Arquipélago de Grande Andaman, no Oceano Índico, possui diversos locais com atividades de vulcões de lama.
Um acidente de perfuração nas costas de Brunei, em 1979, foi causado por um vulcão de lama. Foram feitos 20 poços para contenção e 30 anos para cessar a erupção.
Há muitos vulcões de lama na Indonésia.